# Hans Stark
Hans Stark (ur. 14 czerwca 1921 w Darmstadt, zm. 29 marca 1991 tamże) – zbrodniarz hitlerowski, jeden z funkcjonariuszy SS w niemieckich obozach koncentracyjnych oraz SS-Untersturmführer.
Od 1 kwietnia 1933 do 30 listopada 1937 służył w Hitlerjugend. Członek NSDAP i SS (od 1937). Służbę obozową rozpoczął w czerwcu 1938 w Buchenwaldzie jako szeregowy wartownik. Następnie w Dachau zajmował się szkoleniem rekrutów SS. 15 grudnia 1940 Starka skierowano do Auschwitz, gdzie początkowo był blockführerem. Następnie w maju 1941 został przydzielony do obozowego gestapo (Politische Abteilung) i pełnił w nim służbę do końca swojego pobytu w Auschwitz, czyli do 2 kwietnia 1943. Był jednym z okrutniejszych członków załogi obozu. Stark brał aktywny udział w akcji gazowania Żydów. Sam też wrzucał Cyklon B do komory gazowej zlokalizowanej w Krematorium I w obozie głównym. Oprócz tego uczestniczył w egzekucjach pod „ścianą śmierci” przy bloku 11.
Po opuszczeniu Auschwitz pełnił do końca wojny służbę w Dywizji Grenadierów Pancernych SS (SS-Panzergrenadierdivision) Das Reich.
Od 1946 do 1948 studiował agronomię na uniwersytecie w Gießen; w 1953 złożył w Darmstadt egzamin asesorski oraz w okresie od jesieni 1955 roku do marca 1957 roku pracował w charakterze doradcy gospodarczego w Izbie Rolniczej we Frankfurcie nad Menem.
W 1963 Hans Stark stanął przed sądem, by odpowiedzieć za swoje zbrodnie. Zachodnioniemiecki sąd we Frankfurcie nad Menem skazał go 19 sierpnia 1965 w drugim procesie oświęcimskim na 10 lat pozbawienia wolności. Karę miał odbyć w zakładzie poprawczym. Prokuratura bezskutecznie złożyła apelację wnosząc o zaostrzenie kary. Już w 1968 Stark został zwolniony z więzienia.